# Suillia vicina
Suillia vicina är en tvåvingeart som först beskrevs av Collart 1946.  Suillia vicina ingår i släktet Suillia och familjen myllflugor. Inga underarter finns listade i Catalogue of Life.